# صلاح أحمد فليته
صلاح بن أحمد فليته ( 1355هـ / 1935 - 17 مايو 2008) عالم دين، فقيه، مؤلف، ومفتي يمني ولد في مديرية رازح في محافظة صعدة، وعمل في التدريس والإفتاء، وأسس مدرسة دينية في صعدة، توفي يوم السبت 17 مايو 2008 بمدينة نجران ودفن جثمانه بمقبرة القرضين بمدينة صعدة .

## مولده
ولد في سنة 1355 هـ الموافق عام 1935 م في قرية (القلعة)، في مديرية رازح في محافظة صعدة.

## الحياة العلمية
هاجر إلى مدينة صعدة؛ فدرس فيها على عدد من العلماء؛ منهم: مجد الدين المؤيدي، ثم عمل بالتدريس والإفتاء والإصلاح بين الناس، وأسس مدرسة بجوار منزله في مدينة صعدة سماها مدرسة الامام الهادي ببني معاذ؛ فتخرج عليه جماعة من العلماء.

## مؤلفاته المطبوعة
1. القول المبين في الرد على المتطرفين
2. القول الحق
3. العقيدة الأصولية
4. النصيحة العسجدية
5. النور الواضح
6. أساس الإيمان
7. مفاهيم الإسلام .
8. الفضائل الحسنة .
9. مختصر سيرة الرسول .
10. مختصر أصول الفقه .
11. مختصر النحو .
12. الجواب على رسالة علماء الأهنوم .
13. تفسير جزء (عمَّ) و(تبارك) .
14. منسك الحج والعمرة .
15. منسك الزيارة .
16. النظم البديع. ديوان شعره.[3]

## مؤلفاته غير المطبوعة
1. روضة الأخيار.
2. مختصر المغني.
3. حياة أمير المؤمنين.
4. حياة زيد بن علي.
5. ترتيب الأئمة.
6. رجال طبقات الفقهاء.
7. رجال الأمالي.
8. الفرقة الناجية.
9. أركان الإسلام.
10. الجمع بين الصلاتين.
11. جمع آيات الأحكام.
12. الجواب القاضب .
13. القضاء والقدر.
14. الجواب التام على من يسب السادة الأعلام.
15. الفوائد السنية في تحريم النسية.
16. الرسالة المنجية.
17. ديوان شعر في المناسبات والمراثي والنصائح وأغراض شعرية دينية يغلب عليها طابع النظم.

## وفاته
توفي يوم السبت 17 مايو 2008م بمدينة نجران ومواراة جثمانه بمقبرة القرضين بمدينة صعدة .